# Hvozd (okres Rakovník)
Obec Hvozd (německy Tiefenhain) se nachází v okrese Rakovník, ve Středočeském kraji, zhruba 6 km jihozápadně od Rakovníka (vzdušnou čarou). Žije zde 175 obyvatel. V obci se nachází kostel svatého Jana Křtitele se hřbitovem (489 m n. m.), pomník obětem 1. světové války, dětské hřiště, fotbalové hřiště a hasičská zbrojnice.
Hvozdem protéká Tyterský potok, který zde pramení. Potok je dlouhý 13,8 km a jižně od Nezabudic, nedaleko restaurace U Rozvědčíka se vlévá do Berounky. Dále se v obci nachází dvě vodní nádrže. Z horní vytéká bezejmenný převážně zatrubněný potok, který se před dolní nádrží vlévá do Tyterského potoka z levé strany.
Nejvyšším vrcholem obce je kopec Nad Kostelem s nadmořskou výškou 536,6 m n. m.

## Části obce
Obec Hvozd se skládá ze dvou částí, které obě leží v katastrálním území Hvozd:
- Hvozd
- Žďáry

## Historie
První písemná zmínka o obci (Hwozd) pochází z roku 1352.

### Územněsprávní začlenění
Dějiny územněsprávního začleňování zahrnují období od roku 1850 do současnosti. V chronologickém přehledu je uvedena územně administrativní příslušnost obce v roce, kdy ke změně došlo:
- 1850 země česká, kraj Praha, politický i soudní okres Rakovník[5]
- 1855 země česká, kraj Praha, soudní okres Rakovník
- 1868 země česká, politický i soudní okres Rakovník
- 1939 země česká, Oberlandrat Kladno, politický i soudní okres Rakovník[6]
- 1942 země česká, Oberlandrat Praha, politický i soudní okres Rakovník[7]
- 1945 země česká, správní i soudní okres Rakovník[8]
- 1949 Pražský kraj, okres Rakovník[9]
- 1960 Středočeský kraj, okres Rakovník
- 2003 Středočeský kraj, obec s rozšířenou působností Rakovník

## Klima
Obec spadá do mírně teplé a mírně vlhké oblasti (MT2). Toto klimatické pásmo v České republice převažuje a plošně souhlasí se středními polohami. Průměrná roční teplota je zde 7–8 °C, průměrný úhrn srážek se pohybuje mezi 550–650 mm za rok.

## Pamětihodnosti
- Kostel svatého Jana Křtitele v severní části vsi
- Naleziště germánských hrobů

## Doprava
Dopravní síť
- Pozemní komunikace – Do obce vedou silnice III. třídy.

- Železnice – Železniční trať ani stanice na území obce nejsou. Nejbližší železniční stanicí je Lubná ve vzdálenosti 3 km ležící na trati 162 Rakovník - Kralovice u Rakovníka - Mladotice.

Veřejná doprava 2011
- Autobusová doprava – V obci měla zastávku autobusová linka Rakovník-Lubná-Krakovec-Slabce (v pracovních dnech 6 spojů) (dopravce ANEXIA s. r. o.). O víkendu byla obec bez dopravní obsluhy.